# Albert Samuel Gatschet
Albert Samuel Gatschet (Beatenberg, cantó de Berna, 3 d'octubre de 1832 – Washington D.C 16 de març de 1907) fou un etnòleg estatunidenc d'origen suís.

## Obres
- Ortsetymologische Forschungen als Beiträge zu einer Toponomastik der Schweiz. Verlag Nabu Press, 2010; ISBN 978-1-141-93817-9
- Zwölf Sprachen aus dem Südwesten Nordamerikas. Weimar (1876).
- Classification into 7 linguistic stocks of Western Indian dialects contained in 40 vocabularies. In: Wheeler (Hrsg.): Report upon United States' geographical surveys, Bd. 7.
- Albert Samuel Gatschet. The Klamath Indians of Southwestern Oregon: Letter of transmittal. Ethnographic sketch. Texts. Grammar.  U.S. Government Printing Office, 1891, p. 1– [Consulta: 11 abril 2013].